# وفاة وجنازة حافظ الأسد
توفي حافظ الأسد، الرئيس الثامن عشر لسوريا، أثر نوبة قلبية في 10 يونيو 2000 عن عمر يناهز 69 عامًا أقيمت غسل الميت (إسلام) بعد ثلاثة أيام في دمشق، ودُفن في ضريح بمسقط رأسه القرداحة في محافظة اللاذقية، إلى جانب ابنه الأكبر باسل الأسد الذي توفي عام 1994.
وخلفه نائبه عبد الحليم خدام في منصب تصريف الأعمال حتى إجراء الانتخابات الرئاسية. وقد قدم العديد من الزعماء الوطنيين واجب العزاء أثناء وضع جثمانه في قصر الشعب.
وبعد وفاة الأسد، أُعلن الحداد لمدة 40 يومًا في سوريا و7 أيام في لبنان. وأعلنت مصر الأردن وفلسطين السلطة الوطنية الفلسطينية وإيران إيران المغرب الإمارات العربية المتحدة الكويت اليمن قطر الوطني لمدة ثلاثة أيام. أقيمت جنازته بعد ثلاثة أيام.

## المرض والموت
بدأت صحة الرئيس الأسد بالتدهور في أواخر عام 1983 بسبب مرض السكري والدوالي.نقل إلى مشفى الشامي بدمشق ووضع تحت العناية المركزة.[متى؟] ثم نقلت صلاحياته أثناء غيابه إلى لجنة مكونة من خمسة أعضاء من دائرته المقربة.

## جنازة

### كبار الشخصيات
الولايات
- الجزائر الرئيس عبد العزيز بوتفليقة
- البحرين ولي العهد سلمان بن حمد آل خليفة
- الصين الرئيس جيانغ زيمين[23]
- مصر الرئيس حسني مبارك
- مصر وزير الخارجية عمرو موسى
- فرنسا الرئيس جاك شيراك
- إيران الرئيس محمد خاتمي
- العراق نائب الرئيس طه محيي الدين معروف
- اليابان وزير الخارجية Yōhei Kōno
- الأردن الملك عبد الله الثاني بن الحسين
- لبنان الرئيس إميل لحود
- لبنان رئيس الوزراء سليم الحص
- لبنان رئيس مجلس النواب نبيه بري
- الكويت الأمير جابر الأحمد الصباح
- المغرب رئيس مجلس النواب عبد الواحد الراضي
- هولندا وزير الخارجية يوزياس فان آرتسن
- السلطة الفلسطينية الرئيس ياسر عرفات
- قطر رئيس الوزراء عبد الله بن خليفة آل ثاني
- روسيا رئيس مجلس الدوما Gennadiy Seleznyov
- السعودية ولي العهد عبد الله بن عبد العزيز آل سعود
- السودان الرئيس عمر البشير
- تركيا الرئيس أحمد نجدت سيزر
- المملكة المتحدة وزير الخارجية روبن كوك[24]
- أبو ظبي ولي العهد خليفة بن زايد آل نهيان
- الولايات المتحدة وزير الدولة مادلين أولبرايت
- اليمن الرئيس علي عبد الله صالح

المنظمات
- رئيس المفوضية الأوروبية رومانو برودي
- الأمين العام حسن نصر الله

## دفن

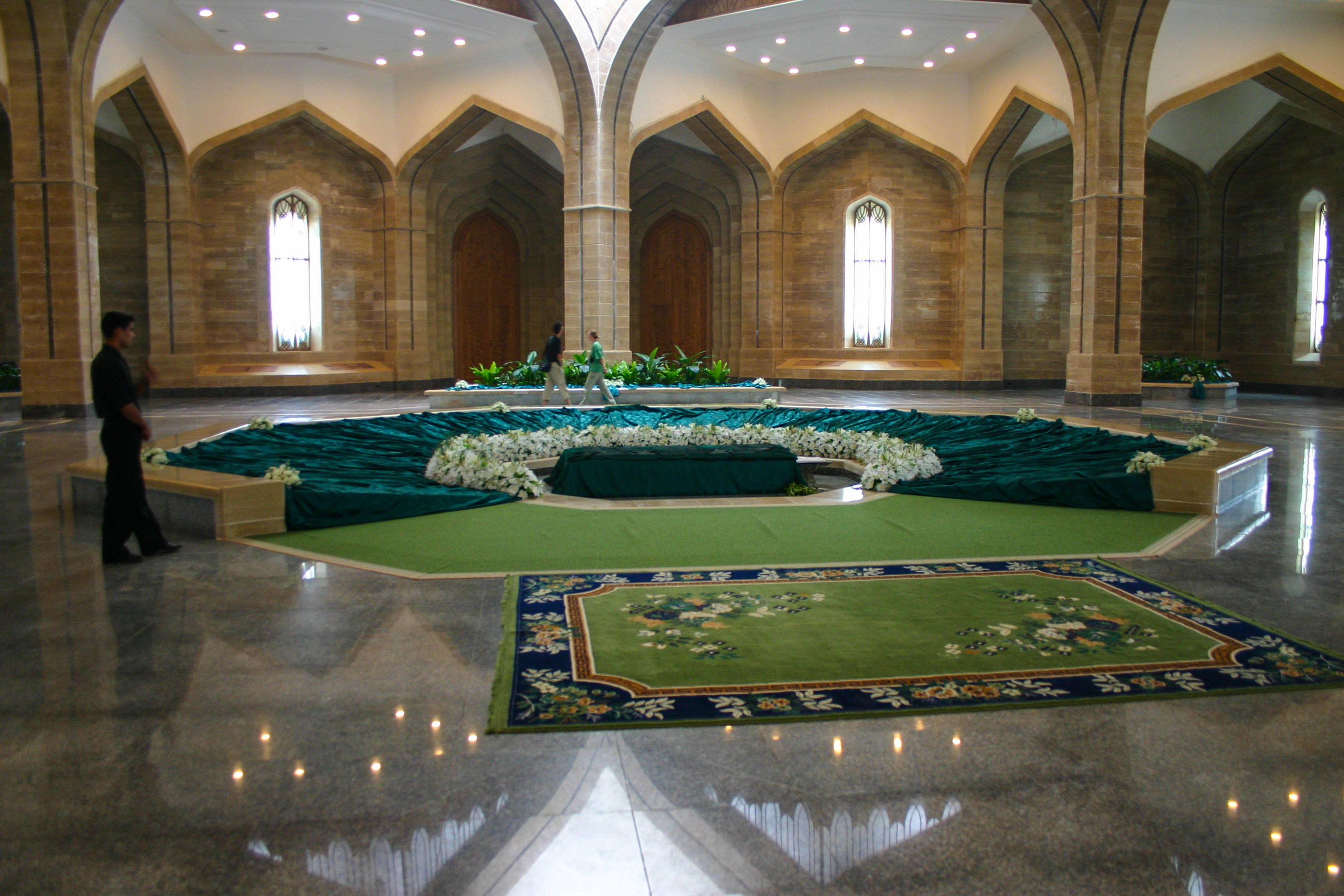
ضريح الأسد في القرداحة، سوريا، قبل تدميره في عام 2024

دفن في ضريح بمسقط رأسه القرداحة في محافظة اللاذقية، إلى جانب نجله الأكبر باسل الأسد الذي توفي عام 1994.
في 11 ديسمبر 2024، أضرم الثوار السوريون النار في الضريح بعد الإطاحة بابنه وخليفته بشار الأسد.

### الأعمال المذكورة
- Freedman، R. (2002). The Middle East Enters the Twenty-first Century. University Press of Florida. ISBN:978-0-8130-3110-1.